# Parents (piosenka)
Parents – ballada rockowa walijskiego zespołu Budgie. Wydana w 1973 r. na płycie Never Turn Your Back on a Friend. Dłuższa wersja utworu, ponad 11-minutowa, znajduje się na albumie Best Of Budgie.
Piosenka została napisana przez basistę zespołu, Burke’a Shelleya, jeszcze przed powstaniem grupy. Potem była modyfikowana przez wszystkich członków zespołu, aż do ostatecznego kształtu.
Tekst utworu podejmuje tematy egzystencjalne, dotyczące wychowywania dzieci przez rodziców i otoczenie, poczucia bezpieczeństwa i wyboru właściwej drogi w życiu.

## Twórcy
- muzyka i tekst – Burke Shelley, Tony Bourge i Ray Phillips
- Burke Shelley – główny wokal, gitara basowa
- Tony Bourge – gitara, głos pomocniczy
- Ray Phillips – instrumenty perkusyjne

## Dyskografia[3]
- 1973: „Never Turn Your Back on a Friend” (MCA) – oryginalnie
- 1975: „Best Of Budgie” (MCA)
- 1996: „The Definitive Anthology: An Ecstasy Of Fumbling” (Repertoire Records)
- 1998: „Heavier Than Air – Rarest Eggs” (New Millennium Communications)
- 2005: „Radio Sessions 1974 & 1978” (Noteworthy Productions)

## Notowania
Utwór zadebiutował na Topie wszech czasów Programu Trzeciego Polskiego Radia w 1994 r., zajmując 64. miejsce. Najwyższą pozycję, 55. utwór zajął w 2020.